# Polygrammodes buckleyi
Polygrammodes buckleyi là một loài bướm đêm trong họ Crambidae.